# Tenderloin (Manhattan)
Tenderloin fue un sórdido barrio en el corazón de la Ciudad de Nueva York en el borough de Manhattan. El Capitán Policial Alexander S. Williams supuestamente acuñó el término a finales de 1870. Este distrito estaba en Midtown Manhattan desde la Calle 23 a la Calle 42 y la Quinta Avenida a la Séptima Avenida, conocido como Chelsea y el Distrito Garment. La esquina noreste de Tenderloin era Longacre Square, ahora llamado Times Square.